# Световен регистър на морските видове
Световният регистър на морските видове (на английски: World Register of Marine Species, WoRMS) е таксономична база данни, която има за цел да предостави авторитетен и изчерпателен списък с имена на морски организми.

## История
Световният регистър на морските видове е основан през 2008 г., стъпвайки на съществуващите Европейски регистър на морските видове и Регистър на морските организми на ЮНЕСКО-МОК, съставен от Якоб ван дер Ланд и колеги в Националния природонаучен музей на Лайден. Финансира се предимно от Европейския съюз, а физическият му „домакин“ е Морският институт на Фландрия (на нидерландски: Vlaams Instituut voor de Zee, VLIZ) в Остенде, Белгия.
Световният регистър на морските видове има официални споразумения за сътрудничество с няколко други проекта за биологичното разнообразие, включително Глобалната информационна система за биоразнообразието и Енциклопедията на живота .
Към август 2021 г. Световният регистър на морските видове съдържа списъци за 473 257 имена на морски видове (включително синоними), от които 239 051 са валидни морски видове (97% са проверени), с което почти е изпълнена целта да е налично описание за всеки от известните над 240 000 морски вида.